# Antonio López Muñoz
Antonio López Muñoz (Huelva, 1 de abril de 1850-Madrid, 15 de marzo de 1929), primer conde de López Muñoz, fue un escritor y político español, ministro de Instrucción Pública y Bellas Artes, de Estado y de Gracia y Justicia durante el reinado de Alfonso XIII.

## Biografía
Fue profesor de la Universidad de Sevilla, catedrático de Psicología en los institutos de Osuna, Granada y Cardenal Cisneros de Madrid. Inició su carrera política en el seno del Partido Liberal con el que obtendría acta de diputado en el Congreso por las circunscripciones de Granollers (1886), Órgiva (1893), Granada (1901), y Albacete (1898). En 1903 pasó al Senado representado a Albacete, y en 1908 fue nombrado senador vitalicio. Fue presidente de ambas Cámaras.
Fue ministro de Instrucción Pública y Bellas Artes entre el 31 de diciembre de 1912 y el 13 de junio de 1913 en un gabinete Romanones con el que también sería ministro de Estado entre el 13 de junio y el 27 de octubre de 1913. Finalmente sería ministro de Gracia y Justicia entre el 26 de mayo y el 15 de septiembre de 1923 en un gobierno presidido por García Prieto.
Entre 1915 y 1917 fue embajador de España en la ciudad de Lisboa por lo que por sobrados méritos el rey Alfonso XIII le concedió el título de conde de López Muñoz.
En cuanto a su obra literaria esta se sitúa en el romanticismo (en el periodo final, siendo coetáneo de autores como Zorrilla), obra que comenzó a ser reconocida a partir de 1866, cuando en el Teatro de San Fernando de Sevilla estrenó un poema en octavos reales. Fue presidente de la Asociación de Escritores y Artistas Españoles durante el periodo de 1913 a 1929.

## Obra
- Fundador de "El Diario en Granada".
- Aliatar, leyenda oriental y en verso.
- La cruz azabache.
- Granada (1865)
- Errar la senda, Herencia forzosa.
- El amigo de la casa.
- El precio de un caballo.